# 다나카 아토무
다나카 아토무(일본어: 田中 亜土夢, 1987년 10월 4일 ~ )는 일본의 축구 선수이다.

## 구단 경력
알비렉스 니가타, HJK 헬싱키에서 활동하였다.

## 국가대표팀 경력
그는 2007년 FIFA U-20 월드컵에 참가할 일본 U-20 국가대표팀에 발탁되었으며, 3경기에 출전, 1득점을 넣었다.